# Race of Champions 1970
Race of Champions 1970 je bila neprvenstvena dirka Formule 1 v sezoni 1970. Odvijala se je 22. marca 1970 na dirkališču Brands Hatch.

## Rezultati

### Dirka
| Poz | Št | Dirkač               | Moštvo                         | Konstruktor      | Krogi | Čas/Odstop    | Št. m. |
| --- | -- | -------------------- | ------------------------------ | ---------------- | ----- | ------------- | ------ |
| 1   | 1  | Jackie Stewart       | Tyrrell Racing Organisation    | March-Cosworth   | 50    | 1:12:51,800   | 1      |
| 2   | 8  | Jochen Rindt         | Team Lotus Ltd                 | Lotus-Cosworth   | 50    | + 36,200 s    | 4      |
| 3   | 5  | Denny Hulme          | Bruce McLaren Motor Racing Ltd | McLaren-Cosworth | 50    | +1:22,400     | 5      |
| 4   | 16 | Jack Brabham         | Motor Racing Developments Ltd  | Brabham-Cosworth | 49    | +1 krog       | 2      |
| 5   | 9  | Graham Hill          | Rob Walker Racing Team         | Lotus-Cosworth   | 49    | +1 krog       | 8      |
| 6   | 6  | Peter Gethin         | Bruce McLaren Motor Racing Ltd | McLaren-Cosworth | 49    | +1 krog       | 9      |
| Ods | 12 | George Eaton         | BRM Ltd                        | BRM              | 23    | El. sistem    | 11     |
| Ods | 4  | Bruce McLaren        | Bruce McLaren Motor Racing Ltd | McLaren-Cosworth | 21    | Trčenje       | 6      |
| Ods | 11 | Jackie Oliver        | BRM Ltd                        | BRM              | 12    | Zadnja gred   | 3      |
| Ods | 10 | Pete Lovely          | Pete Lovely Volkswagen Inc,    | Lotus-Cosworth   | 11    | Trčenje       | 12     |
| Ods | 3  | Chris Amon           | March Engineering Ltd          | March-Cosworth   | 10    | Motor         | 7      |
| Ods | 7  | John Surtees         | Bruce McLaren Motor Racing Ltd | McLaren-Cosworth | 10    | Pedal za plin | 10     |
| DNS | 14 | Jean-Pierre Beltoise | Equipe Matra                   | Matra            |       | Trčenje       |        |
| DNS | 15 | Derek Bell           | Tom Wheatcroft Racing          | Brabham-Cosworth |       | Trčenje       |        |